# Francesco Zaffini
Francesco Zaffini, detto Franco (Spoleto, 9 marzo 1955) è un politico italiano.

## Biografia
Laureato in scienze politiche all'Università di Perugia, presso la quale è stato anche assistente alla cattedra di marketing della Facoltà di Economia.
È stato dirigente bancario del Banco di Sicilia, presidente nazionale dell’ANIT (Associazione Nazionale per l’Incremento Turistico), e segretario regionale per l'Umbria dell’UGL Credito.

### Attività politica
Eletto consigliere con Alleanza Nazionale alle elezioni regionali in Umbria del 2000 con 4.566 preferenze per la provincia di Perugia, è riconfermato nel 2005 con 6.144 preferenze. 
Alle elezioni amministrative del 2004 è stato candidato dal centrodestra a sindaco di Spoleto, ottenendo il 31,56% e perdendo al primo turno contro il candidato del centrosinistra Massimo Brunini (58,99%), resterà in carica come consigliere comunale dal 2004 al 2005. 
Alle elezioni politiche del 2006 è stato candidato al Senato della Repubblica, tra le liste di Alleanza Nazionale per la circoscrizione Umbria, ma non viene eletto.
Alle elezioni regionali in Umbria del 2010 è rieletto consigliere nelle liste del Popolo della Libertà con 6.441 preferenze per la provincia di Perugia. Nel 2011 ha abbandonato il PdL per aderire a Futuro e Libertà per l'Italia, salvo poi lasciare quest'ultimo nel 2012, quando aderisce al movimento di Adolfo Urso FareItalia.
Nel 2013 aderisce a Fratelli d'Italia, con cui alle elezioni europee del 2014 si è candidato al Parlamento europeo, tra le sue liste per la circoscrizione Italia centrale, ottenendo 3.533 preferenze ma non è eletto.

#### Elezione a senatore
Alle elezioni politiche del 2018 viene eletto al Senato nel collegio uninominale Umbria - 01 (Perugia), sostenuto dalla coalizione di centro-destra (in quota FdI), superando Giampiero Giulietti del centrosinistra (29,80%) e Francesca Tizi del Movimento 5 Stelle (26,16%).
Alle elezioni politiche anticipate del 2022 viene ricandidato al Senato nel collegio uninominale Umbria - 01 (Perugia), sostenuto dalla coalizione di centro-destra in quota Fratelli d'Italia, venendo rieletto senatore con il 45,79% dei voti e sopravanzando i candidati del centro-sinistra Federico Novelli (27,55%) e del Movimento 5 Stelle Federico Pasculli (12,66%). Nella XIX legislatura ricopre l'incarico di presidente della 10ª Affari sociali, sanità, lavoro pubblico e privato, previdenza sociale del Senato.